# Catharsius straeleni
Catharsius straeleni là một loài bọ cánh cứng trong họ Bọ hung (Scarabaeidae).